# Hemimyzon pumilicorpora
Hemimyzon pumilicorpora is een straalvinnige vissensoort uit de familie van de steenkruipers (Balitoridae). De wetenschappelijke naam van de soort is voor het eerst geldig gepubliceerd in 1987 door Zheng & Zhang.